# Erik Jørgensen (komponist)
 Der er flere personer med dette navn, se Erik Jørgensen.
Erik Jørgensen (10. maj 1912 - 12. juni 2005) var en dansk organist, musiklærer og komponist.
Erik Jørgensen modtog i 1928 privatundervisning hos blandt andet Knud Jeppesen, og i 1931 bestod han organisteksamen ved Det Kongelige Danske Musikkonservatorium. Samme år begyndte han sine kompositionsstudier hos Finn Høffding, og han havde sin debut som komponist i 1935. I 1948 afsluttede han studier i musikteori og musikhistorie med udmærkelse. I årene 1947-1982 arbejdede han som docent i musikhistorie og teori ved Statens Institut for Blinde og Svagtsynede i København.

## Komponisten
Som man kan se af kompositionsfortegnelsen var der et hul i Erik Jørgensens produktion fra 1942-1957. Hans første værker fra 1930erne er skrevet i tidens neoklassiske stil, på samme måde som tidens andre unge komponister, Finn Høffding, Jørgen Jersild, Svend Erik Tarp, Vagn Holmboe osv. arbejdede. Men den måde at komponere på tilfredsstillede ikke Erik Jørgensen. Med hans egne ord var han ved at blive suget ned i ”dur og mols hængedynd”. Derfor holdt han op med at komponere. Men han fik han øje på Arnold Schönbergs musik, der faktisk var blevet spillet en del i 1930ernes København, og studerede den. Han hørte musik af Luigi Nono spillet i svensk radio og disse impulser ændre hans kompositoriske bane over i 12-tonemusikken. Hans Modello per archi, (strygekvartet nr. 1 fra 1957) er angiveligt det første værk af den slags skrevet på dansk grund.
Han modtog avantgardeimpulser ved ISCM-festivalen for ny musik i Köln i 1960, og ved de legendariske sommerkurser i Darmstadt sad han på skolebænken hos Karlheinz Stockhausen og Pierre Boulez i 1962. Men den strenge matematiske tilgang til komposition var heller ikke løsningen for Erik Jørgensen, der gik videre i sin udvikling og til tider benyttede sig af tilfældighedselementer og grafisk notation. Erik Jørgensens ideal var en objektiv skønhed, en musik, der leger med sig selv, uden at komponisten nødvendigvis har den fulde kontrol.
Han blev i en enquete i Dansk Musiktidsskrift spurgt, om det, at hans musik så sjældent blev opført, påvirkede hans lyst til at komponere? Hans svar var: ”Da der kun er én ting der er værre end at komponere – nemlig ikke at komponere, fortsætter jeg trøstigt mit daglige kompositoriske arbejde trods nul opførelser.”
Det blev dog til mere end 0 opførelser. Både i den tidlige periode og senere blev nogle af hans værker opført og endda godt modtaget. I 1981 fik han den påskønnelse at få tildelt en såkaldt livsvarig kunstnerydelse fra Statens Kunstfond, og i 2001 udkom en CD med et udsnit af hans musik (Konfrontationer for orkester, Variazioni per pianoforte, Improvisationer for blæserkvintet, Piece for string quartet, Introduktion og Presto for saxofonkvartet). Det er sigende, at ca. halvdelen af hans opus er komponeret i pensionistalderen, men han blev jo faktisk også 93 år.

## Musikken
- Concerto grosso (fløjte, klarinet, fagot og strygere – 1934)
- Tre vekselsange (soli og kammerorkester – 1934)
- Koncert for violin, strygeorkester og klaver (1935)
- Havet (7-stemmigt kor – 1936)
- Introduktion og tema med variationer (fløjte, violin, cello og klaver – 1937)
- Concertino (fløjte, klarinet, violin og klaver – 1938)
- Rapsodi for violin og klaver (1940)
- Sonatine for klarinet og fagot (1942)
- Modello per archi, strygekvartet nr. 1 (1957)
- Figure in tempo (cello og klaver – 1961)
- Introduzione grave con intermezzo (violin og orkester 1962)
- Kvintet (2 klaverer, slagtøj + ? – 1963)
- Modello II per voci e strumenti (kor og orkester – 1963)
- Astrolabium, kammerkoncert for 11 instrumenter (1964)
- Piece for String Quartet, strygekvartet nr. 2 (1965)
- Notturno per orchestra (4 grupper – 1966)
- Variazioni per pianoforte (1966)
- Konfrontationer for orkester (1968)
- Figurer i tid (cello og slagtøj – 1968)
- Skyggen af en drøm/The Family of Man (kammeropera – 1969)
- Ham hende og (bl. kor 1970)
- Improvisationer for blæserkvintet (1971)
- Movimenti per flauto dolce (1972)
- Stemninger og tilstande (fløjte, horn, violin, cello – 1973)
- Eventyret. En madrigalkomedie for små og store (soli, kor og orkester – 1973/77)
- Kvartet for blokfløjter (1975)
- Fragmenter af Højsangen (sang og kammerensemble – 1978)
- Orkestersuite af operaen Eventyret (1979)
- Fantasia per organo (1980)
- Ode til en Græsk vase (8st kor – 1980)
- Symfoni: A Piece of Life (1981)
- Kvintet for slagtøj (1982)
- Capriccio for sopraninoblokfløjte (1983)
- 12 strofiske sange (klaver, violin, kor – 1983 – Nodematerialet er forsvundet)
- 4 Sange (tekst: Poul Borum – 1984)
- 5 Kærlighedsepigrammer (bl. kor – 1986)
- Conductio (orgel 1986)
- Symbiose (violin og cello – 1987)
- Dobbeltspil (kontrabas og klaver/orgel – 1988)
- Arabesk (tekst: J.P. Jacobsen – sang 1988)
- Musik for harpe (1988)
- Koncert for slagtøjstrio (1990)
- Strygekvartet nr. 3 (1990)
- Græsset grønnes (bl. kor – 1991)
- Koncert/kammerkoncert for klaver og lille orkester (1993)
- Arabesk (tekst: J.P. Jacobsen – bl. kor 1994)
- Landskab (tekst: J.P. Jacobsen – bl. kor 1994)
- Momento Musicale, fødselsdagsbuket til Axel Borup-Jørgensen (saxofonkvartet – del af et værk med yderligere bidrag af Ib Nørholm, Per Nørgård, Tage Nielsen og Pelle Gudmundsen-Holmgreen – 1994)
- Fragment af Gurresange (1994)
- Introduktion og presto (saxofonkvartet – 1995)
- Introduktion og presto (obo, klarinet, saxofon og fagot – 1997)
- Trio for klarinet, violoncel og klaver (1997)
- Pastorale, 5 arkadiske scener (version af ”Fragmenter af Højsangen” fra 1978 – 1994)
- 3 lærkesange (2003)

## Legater og udmærkelser
- 1940 Unge Tonekunstneres Fond
- 1941 P.E. Lange-Müllers Stipendium
- 1981 Livsvarig kunstnerydelse fra Statens Kunstfond
- 1969 Kammeroperaen ”Skyggen af en drøm/The Family of Man” vandt 1. præmie i operakonkurrence udskrevet af DUT.
- 1975 Eventyret, en madrigalkomedie for små og store vandt 1. præmie i nordisk operakonkurrence